# Sprehajališča za vračanje
Sprehajališča za vračanje je roman slovenskega pisatelja Ferija Lainščka. Izšel je leta 2010 pri založbi Nova revija. Gre za prvi slovenski roman v verzih. Avtor ga je pisal 12 mesecev in ga posvetil švicarskemu psihoalitiku Carlu Gustavu Jungu. Roman obsega 39 poglavij, 93 spevov in 1.854 verzov, napisan je v pesniški formi z jambskimi deveterci s trojno rimo.